# Miloš Koreček
Miloš Koreček (26. října 1906 Prostějov – 21. února 1989 Brno) byl český fotograf, pedagog a ilustrátor, zakládající člen skupiny Ra.

## Život a dílo
Absolvoval reálku v Brně a poté vystudoval na Přírodovědecké fakultě Masarykovy univerzity v Brně matematiku a deskriptivní geometrii. Absolvoval také dva ročníky skladby na brněnské konzervatoři. Po ukončení studia působil v letech 1933–1936 jako učitel v Těšanech u Brna a pak až do roku 1939 na gymnáziu v Nitře. Po návratu do Brna se roku 1940 seznámil s Václavem Zykmundem, který se vrátil do Brna z Mukačeva a získal byt ve stejném domě jako Korečkovi. V té době začal amatérsky fotografovat a vyvolávat negativy a fotografie.
Za druhé světové války v letech 1940–1943 pořádal spolu s Václavem Zykmundem fotohapenningy, které sami nazývali "Řádění". Zprvu spontánní fotografování bizarních, groteskních a poetických předmětových koláží později aranžovali s živým objektem – Václavem Zykmundem, který se pro tyto účely zdobil falešným tetováním. Koreček vše dokumentoval a roku 1944 z fotografií vznikl samizdatový výtisk Výhružný kompas s doprovodným textem Ludvíka Kundery. Oba umělce lze považovat za předchůdce akčního umění.
Koreček se při fotografování zajímal o detailní struktury přírodnin a proto neuniklo jeho pozornosti, když na přelomu let 1943–1946 při kopírování z vlhké fotografické desky v horkém zvětšovacím přístroji objevil náhodou výtvarnou metodu manipulace fotografické emulze, kterou nazval fokalk. V následujících letech se této metodě věnoval soustavně, vyhledával na desce zajímavé výtvarné detaily, které fotografoval a kopíroval. Jeho metoda znamenala významný tvůrčí přínos ke vzniku Informelu a výrazově korespondovala s Istlerovými experimenty s malířskou strukturou, Lacinovým lyrickým grafismem i se Zykmundovou malbou směřující k abstraktní expresi.
Fokalky vystavil na první výstavě Skupiny Ra v Brně roku 1947 a na ostatních domácích výstavách skupiny. Roku 1948 byla Skupina Ra po komunistickém převratu zakázána a Koreček se věnoval učitelské dráze (byl jmenován zasloužilým učitelem). V následujících letech byla jeho tvorba připomínána jen sporadicky (Surrealismus und Fotografie, Essen, 1966) a upadl v zapomnění. K tvorbě fokalků se vrátil na naléhání přátel roku 1971. V tomto "období s lupou" se věnoval velmi malým detailům struktur, které fotografoval a zvětšoval. Někdy do fotografií cíleně zasahuje rytím a škrábáním do emulze (cyklus Černé slunce). Druhé období v Korečkově tvorbě má blízko k výtvarnému umění 80. let a z mnoha hledisek převyšuje práce z období prvního. Práce řadí do volnějších cyklů (Noci, Prakrajiny, Živly, Fantomázie apod.).
Pozornost teoretiků a publicitu vyvolala jeho první autorská výstava fokalků z období Skupiny Ra a ze sedmdesátých let, uspořádaná roku 1974 ve Františkových Lázních.

### Zastoupení ve sbírkách (výběr)
- Uměleckoprůmyslové museum v Praze
- Moravská galerie v Brně[4]
- Horácká galerie v Novém Městě na Moravě

### Autorské výstavy
- 1974 Miloš Koreček: Fokalky, Městské muzeum, Františkovy Lázně
- 1977 Fokalky Miloše Korečka, Minigalerie Výzkumného ústavu veterinárního lékařství, Brno
- 1982 Miloš Koreček: Napříč fantomazií, Galerie v předsálí, Blansko
- 1983/1984 Miloš Koreček: Fokalky, Horácká galerie v Novém Městě na Moravě
- 1984 Miloš Koreček: Fokalky, Sovinec
- 1984 Miloš Koreček: Fotografie a fokalky, Kabinet fotografie Jaromíra Funka, Brno
- 1988 Miloš Koreček: Fokalky, Divadlo hudby (Galerie Titanic), Olomouc, Kino Metro 70, Prostějov
- 1991 Miloš Koreček: Fokalky, Galéria Palisády, Bratislava
- 1993 Miloš Koreček: Fotografische Dekalkomanien, Galerie TransArt Exhibition, Kolín nad Rýnem

### Katalogy
- Miloš Koreček: Fokalky, text Zdeněk Lorenc, Jiří Vykoukal, Jiřina Marešová, Městské muzeum, Františkovy Lázně, 1974
- Miloš Koreček: Fokalky, text Ludvík Kundera, Horácká galerie v Novém Městě na Moravě 1983
- Miloš Koreček: Fotografie a fokalky, text Jiří valoch, Dům umění města Brna 1984
- Miloš Koreček: Fokalky, text Jiří Vykoukal, 1988
- Miloš Koreček (Phantomasia), text Zdenek Primus, Ex pose Verlag, Berlin 1989
- Miloš Koreček: Fotografische Dekalkomanien, text Antonín Dufek, 26 s., Kolín nad Rýnem 1993